# 一色伸幸
一色 伸幸（いっしき のぶゆき、1960年2月24日 - ）は、日本の脚本家、小説家。東京都葛飾区亀有出身。神奈川県鎌倉市在住。グランドスラム所属。

## 来歴
鎌倉学園高校卒業、青山学院大学文学部英米文学科中退。自主映画製作を経て、松竹シナリオ研究所の一期生としてシナリオを学んだ後、野村芳太郎監督、浦山桐郎監督らに師事し、1982年、火曜サスペンス劇場『松本清張の脊梁』で脚本家デビュー。1987年、『私をスキーに連れてって』などの大ヒットで名を高め、アイディア豊富な喜劇や青春映画を得意とする売れっ子となった。以降、各ジャンルで多彩な作品を発表している。
1993年から1994年にかけ、うつ病を患い、うつ病患者の内面を、2007年のエッセイ「うつから帰って参りました」、2008年の小説『配達されたい私たち』（後にドラマ、舞台化）で表現している。
劇中歌の作詞を好み、「紙のドレスを燃やす夜〜香港大夜総会〜」の「ホンコンフラワー」、「彼女が死んじゃった。」の「とんちたいそう」や「555」、「LIVE！LOVE！SING！ 生きて愛して歌うこと」の「GIGつもり」などを書いている。
趣味は旅行とスクーバダイビング。バンド「FLYING KIDS」のファンで、小説『幸せであるように』は同バンドの同名曲をモチーフにしている。映画化されなかった同名のシナリオもあり、同楽曲が挿入歌になるはずだった。
俳優の一色洋平は実の息子である。

## 主な作品

### 映画
- 1984年：主婦と性生活
- 1986年：BE FREE!
- 1987年：恐怖のヤッちゃん
- 1987年：私をスキーに連れてって
- 1988年：木村家の人びと
- 1988年：ほんの5g
- 1988年：山田村ワルツ
- 1989年：彼女が水着にきがえたら
- 1990年：病院へ行こう
- 1991年：波の数だけ抱きしめて
- 1992年：病は気から 病院へ行こう2
- 1992年：七人のおたく
- 1993年：僕らはみんな生きている
- 1993年：卒業旅行 ニホンから来ました
- 1994年：熱帯楽園倶楽部
- 1997年：香港大夜総会 タッチ&マギー
- 1998年：ショムニ
- 1999年：お受験
- 2004年：アマレット
- 2006年：TAKI183
- 2016年：LIVE！LOVE！SING！生きて愛して歌うこと 劇場版

### テレビ
- 1982年：松本清張の脊梁
- 1984年：私鉄沿線97分署（テレビ朝日/連続）
- 1985年：ハーフポテトな俺たち（日本テレビ/連続）
- 1986年：このままじゃ、ボクの将来知れたもの（日本テレビ/連続）
- 1986年：姥ざかり（フジテレビ）
- 1987年：同級生は13歳（フジテレビ/連続）
- 1988年：涙日記（TBS/連続）
- 1989年：恋をしましょう（日本テレビ）
- 1990年：それでも僕は母になりたい（日本テレビ）
- 1990年：ネットワーク・ベイビー（NHK）
- 1992年：地球をダメにする50のかんたんな方法（NHK）
- 1993年：山田が街にやって来た How to speak JAPANESE（NHKとイギリスPicture Palaceの共同制作）
- 2001年：zap Entertainment!　おれ、ぼく、あたし。（WOWOW）
- 2001年：zap Entertainment!2　人情、どたばた、ブラック。（WOWOW）
- 2004年：彼女が死んじゃった。（日本テレビ/連続）
- 2005年：おとなの夏休み（日本テレビ/連続）
- 2006年：歌で逢いましょう♪（GyaO/連続）
- 2009年：救命病棟24時 第4期（フジテレビ/連続）
- 2010年：Beautiful Love 〜君がいれば〜（BeeTV/連続）
- 2013年：ラジオ（NHK）
- 2013年：配達されたい私たち（WOWOW/連続）
- 2013年：阿久悠を殺す（NHK）
- 2015年：LIVE! LOVE! SING! 生きて愛して歌うこと （NHK）
- 2015年：私は父が嫌いです（NHK）
- 2016年：世界はひばりを待っている（NHK/連続）
- 2019年：関西テレビ開局60周年特別ドラマ「BRIDGE はじまりは1995.1.17神戸」（フジテレビ系）
- 2021年：ペペロンチーノ（NHK）
- 2022年 : NHKスペシャル「東京ブラックホール Ⅲ 1989-1990 魅惑と罪のバブルの宮殿」（ドラマ脚本/NHK）
- 2024年：母の待つ里（NHK BS・NHK BSプレミアム4K/連続）

### 舞台
- 1989年：前川麻子一人芝居　はたらく・くるぶし
- 1993年：クックドゥードゥルドゥー -田所家の人々-
- 1997年：紙のドレスを燃やす夜～香港大夜総会～
- 2015年：配達されたい私たち（原作のみ）
- 2023年：七人のおたく cult seven THE STAGE（原作のみ）

### オーディオドラマ
- 2020年：歌が生まれる（NHK FM）
- 2020年：it's a small world（YouTubeマクアイチャンネル）
- 2020年：おやつのいくさ（NHK FM）
- 2021年：バンザイタイムマシン（NHK FM）
- 2022年：ミシンと金魚（NHK FM）
- 2025年：アディショナルタイム（NHK FM)

### 漫画原作
- 1993年：僕らはみんな生きている（作画 山本直樹/小学館）
- 2000年：彼女が死んじゃった。（絵 おかざき真里/集英社）
- 2018年：さよなら、うつ。（画 橘山聡/アスコム）

### アニメ
- 1984年：ミームいろいろ夢の旅（TBS）
- 1984年：ふしぎなコアラブリンキー（フジテレビ）
- 1985年：へーい!ブンブー（NHK）
- 1986年：宇宙船サジタリウス（テレビ朝日）

### ゲームシナリオ
- 1994年：娯楽の殿堂 THEATRE WARS
- 2002年：紅の海（脚本協力）

## 受賞歴
- 1988年
  - くまもと映画祭ヤングシネマ脚本賞 『私をスキーに連れてって』
- 1990年
  - 第17回放送文化基金賞奨励賞 『ネットワーク・ベイビー』
- 1991年
  - 第14回日本アカデミー賞優秀脚本賞 『病院へ行こう』[2]
- 1993年
  - 第15回ヨコハマ映画祭脚本賞 『卒業旅行 ニホンから来ました』『僕らはみんな生きている』『病は気から 病院へ行こう2』
- 1994年
  - 第17回日本アカデミー賞優秀脚本賞 『卒業旅行 ニホンから来ました』『僕らはみんな生きている』[3]
  - おおさか映画祭 脚本賞 『僕らはみんな生きている』
- 2012年
  - 第50回ギャラクシー賞年間優秀賞 『ラジオ』
- 2013年
  - 第51回ギャラクシー賞奨励賞 『阿久悠を殺す』
  - 第6回東京ドラマアウォード優秀賞（単発ドラマ）『ラジオ』
  - 第16回菊島隆三賞『ラジオ』
  - 第68回文化庁芸術祭 テレビ・ドラマ部門 大賞『ラジオ』
- 2014年
  - シカゴ国際映画祭2014 長編テレビ映画部門 金賞『ラジオ』
  - 国際エミー賞2014 テレビ映画部門 ノミネート『ラジオ』
  - 第52回ギャラクシー賞奨励賞 『LIVE! LOVE! SING! 生きて愛して歌うこと』
- 2018年
  - 第56回ギャラクシー賞奨励賞 『BRIDGE はじまりは1995.1.17神戸』
- 2021年
  - 第47回放送文化基金賞テレビドラマ部門
    - 最優秀賞 『ペペロンチーノ』
    - 脚本賞 『ペペロンチーノ』

  - 第58回ギャラクシー賞奨励賞 『ペペロンチーノ』
  - 第14回東京ドラマアウォード ローカル・ドラマ賞『ペペロンチーノ』

- 2025年
  - 第41回ATP賞テレビグランプリ ドラマ部門 優秀賞 『母の待つ里』
  - 第15回衛星放送協会オリジナル番組アワード番組部門「ドラマ」最優秀賞＆グランプリ 『母の待つ里』

## 著作
- 『ネットワーク・ベイビー』太田出版 1990
- 『熱帯楽園倶楽部』扶桑社文庫 1994
- 『香港大夜総会　タッチ＆マギー』日本テレビ 1997
- 『お受験』角川文庫 1999
- 『うつから帰って参りました』アスコム、2007年9月。 のち文春文庫
- 『配達されたい私たち』小学館、2008年10月。　のち角川文庫
- 『シューボコ』電子書籍、2012年8月。
- 『LOST HOME』SUPER LABO、2013年10月。ISBN 978-4905052579。
- 『妻と女と雨が好き』角川書店、2013年12月。ISBN 978-4041106563。
- 『幸せであるように』幻冬舎文庫、2015年8月。ISBN 978-4-344-42367-1。
- 『LIVE！LOVE！SING！生きて愛して歌うこと』河出書房新社、2015年12月。ISBN 978-4-309-02427-1。
- 『さよなら、うつ。』（画・橘山聡）アスコム、2018年7月。ISBN 978-4-776-20991-1。